# Rancho Los Putos
Rancho Los Putos, también llamado Rancho Lihuaytos, fue una concesión de tierra de México de 44,384 acres (179.62 km²) en la parte occidental del Valle de Sacramento, en el término del condado actual de Solano, entregado en 1843 por el gobernador Manuel Micheltorena a Juan Felipe Peña y Juan Manuel Cabeza Vaca.
El nombre de Los Putos proviene de su cercanía a Putah Creek (anteriormente: Rio Los Putos). La subvención abarcó la actual Vacaville y todo el "Lagoon Valley" y se extendía hasta lo que es ahora el  Condado de Yolo, casi hasta Davis. También llegó al Mount Vaca.

## Historia
Juan Felipe Peña (- 1863) y Juan Manuel Vaca (1782–1856) vinieron de Nuevo México a California con el  Partido Workman-Rowland en 1841. Peña llegó con su esposa, Isabella Gonsalves y sus seis hijos. La esposa de Vaca murió en 1839, pero a él lo acompañaron sus ocho hijos. Vaca se casó con Estefano Martínez en 1845.
Al general Vallejo se le atribuye haber recomendado el área de "Lagoon Valley" a Vaca y Peña. La concesión de Los Putos de 10 leguas cuadradas fue hecha en 1843 por el gobernador Micheltorena. La subvención se llamó originalmente Rancho Lihuaytos, que era el nombre de "Putah Creek" en ese momento. La concesión se superpuso a la concesión de Rancho Río de los Putos de William Wolfskill, y en 1845, el gobernador Pio Pico hizo una concesión de corrección de 10 leguas cuadradas.
Con la cesión mexicana de California a los Estados Unidos después de la intervención estadounidense en México, y el Tratado de Guadalupe Hidalgo de 1848 siempre que se respeten las mercedes de tierras. Como lo requiere la Ley de Tierras de 1851 ("California Land Act of 1851"), se presentó una reclamación por Rancho Los Putos ante la "Comisión de Tierras Públicas" en 1853, y la concesión fue inscrita a favor de Juan Felipe Peña y Juan Manuel Vaca en 1858.
Las primeras ventas de la propiedad de Rancho comenzaron en 1849, cuando Vaca vendió media legua de tierra entre Alamo Creek y Ulatis Creek a John Patton y Albert Lyon. En 1850 Peña vendió media legua a Jacob David Hoppe (Rancho Ulistac) y Zimri Hollingsworth.
Luego, en 1850, continuaron las ventas, ya que Vaca vendió una legua cuadrada (aproximadamente 9 millas cuadradas) de tierra al político William McDaniel con la disposición de que una milla cuadrada (640 acres) sería utilizada para crear un municipio llamado Vacaville. Vaca recibió aproximadamente la mitad de los lotes subdivididos en la ciudad. El socio de McDaniel era el abogado de Benicia (California) Lansing B. Mizner. A cambio de diseñar la ciudad y ocuparse del papeleo legal, Mizner recibió la mitad de la tierra en el trato con Vaca. Vaca no podía hablar, leer ni escribir en inglés, pero Mizner, que hablaba español e inglés con fluidez, fue el intérprete de la transacción. Cabe señalar que McDaniel era un agente de tierras federal e iba en contra de las leyes de la tierra que él participara en la compra de tierras.
Peña estaba molesto, y fue la causa de la gran disputa entre Peña y Vaca. En respuesta, Peña recibió doscientos lotes en la localidad de Vacaville. Vaca también estaba molesto por el trato con McDaniel. Dijo que había creído que estaba firmando solo una milla cuadrada. Vaca publicó en el diario Benicia: «Precaución. Por la presente notifico a todas las personas que no compren tierras de William McDaniel, que él afirma haberme comprado bajo un título que obtuvo de mí con falsos pretextos, y entablaré una demanda contra él para anular el título obtenido de manera fraudulenta por él. Vaca manual». McDaniel demandó a Vaca por difamación y pérdida de la venta de un terreno. El jurado encontró a Vaca culpable de difamación, pero la Corte Suprema de California anuló la decisión y dictaminó que la advertencia del periódico de Vaca era algo que «todos los hombres libres y propietarios estarían justificados en hacer si las circunstancias generaban una fuerte presunción de que se había intentado el fraude contra él. para tomar posesión de su patrimonio».
Después de que Vaca y Peña discutieran sobre la venta de la tierra de William McDaniel, Vaca vendió su casa de adobe a John Wesley Hill. Juan Manual Vaca murió en 1856.
Peña murió en 1863, dejando su tierra a sus hijos y el adobe a su única hija, Nestora Peña Rivera (quien se casó con Jesús Tapia Rivera), junto con 1,000 acres (4.0 km²). Su esposa Isabella se quedó en el adobe hasta que murió en 1884.
En 1858 se realizó un levantamiento que corrigió los límites de la concesión William Wolfskill Río de los Putos y el Rancho Vaca-Peña, para lo que hubo que hacer ajustes a las líneas fronterizas originales de la concesión. Las líneas limítrofes finalmente se establecieron como una configuración alargada y retorcida. y la concesión de tierra fue patentada a William Wolfskill en 1858.
Los honorarios legales desde 1853 hasta la patente oficial de los Estados Unidos en 1858 se pagaron en tierra. Transformaron grandes parcelas de tierra para pagar impuestos. Para 1855, las listas de impuestos muestran solo 13,777 acres (55.8 km²) de la concesión original 44,384 acres (179.6 km²) de Vaca-Peña que quedaba en manos de los propietarios originales. En 1880 se vendió la mayor parte de la concesión de tierras.

## Sitios históricos del Rancho
- Vaca-Peña Adobe. La Peña Adobe fue erigida en 1843. La casa de adobe de Vaca fue destruida en los terremotos de 1892 en Vacaville-Winters.[10][11]